# 호토쿠
호토쿠(宝徳, ほうとく)는 일본의 연호(元号) 중 하나이다.
- 전후 : 분안(文安) 이후 - 교토쿠(享徳) 이전.
- 시기 : 1449년 ~ 1451년
- 천황 : 고하나조노 천황
- 쇼군 : 무로마치 막부의 아시카가 요시마사

## 개원(改元)
- 분안 6년 7월 28일(율리우스력 1449년 8월 16일), 개원.
- 호토쿠 4년 7월 25일(율리우스력 1452년 8월 10일), 교토쿠로 개원된다.

## 출전
『구당서(舊唐書)』의 「朕寶三德、曰慈儉謙」.

## 서력과의 대조표
| 호토쿠 | 원년   | 2년    | 3년    | 4년    |
| ------ | ------ | ------ | ------ | ------ |
| 서력   | 1449년 | 1450년 | 1451년 | 1452년 |
| 간지   | 기사   | 경오   | 신미   | 임신   |

## 같이 보기
- 일본의 연호 일람

| 이전 분안 | 일본의 연호 1449년 ~ 1452년 | 다음 교토쿠 |